# Weronika Michailowna Tuschnowa
Weronika Michailowna Tuschnowa (russisch Вероника Михайловна Тушнова; * 14. Märzjul. / 27. März 1911greg. in Kasan; † 7. Juli 1965 in Moskau) war eine sowjetische Ärztin und Dichterin.

## Leben
Tuschnowa, Tochter des Mikrobiologen der Universität Kasan Michail Tuschnow, besuchte in Kasan die Schule Nr. 14 mit vertieftem Sprachstudium (Abschluss 1928) und studierte dann auf Drängen des beherrschenden Vaters an der Universität Kasan in der Medizinischen Fakultät. Als Kind hatte sie an den Auftritten Sergei Jessenins und Wladimir Majakowskis in Kasan teilgenommen, was ihre Neigung zur Dichtung verstärkte. Ihre ersten Gedichte verbarg sie vor ihrem Vater.
Als der Vater 1932 nach Leningrad in das neue Institut für Experimentelle Medizin (WIEM) versetzt wurde, zog Tuschnowa mit der Familie dorthin und studierte am Medizinischen  Institut. Mit dem Umzug des WIEM 1934 nach Moskau wurde sie Aspirantin am Lehrstuhl für Histologie des WIEM in Moskau.
In Moskau beschäftigte sich Tuschnowa mit der Malerei und begeisterte sich für die Poesie. Sie heiratete 1938 den Psychiater Juri Rosinski.  Im selben Jahr wurden ihre ersten Gedichte veröffentlicht. Entsprechend dem Rat der Schriftstellerin Wera Inber begann sie das Studium am Maxim-Gorki-Literaturinstitut.
Nach Beginn des Deutschen Angriffskriegs gegen die Sowjetunion wurde Tuschnowa mit ihrer kleinen Tochter Natalja und ihrer kranken Mutter aus Moskau nach Kasan evakuiert, wo sie nun als Ärztin im neurochirurgischen Lazarett der Roten Armee arbeitete. Im Februar 1943 kehrte sie nach Moskau zurück und arbeitete weiter als Lazarett-Ärztin. Ihre Ehe wurde geschieden.
Im Nowy Mir erschien 1944 Tuschnowas Gedicht Der Chirurg über einen erfahrenen Kollegen. Im selben Jahr veröffentlichte die Komsomolskaja Prawda ihre Gedichte über die Tochter, die ein breites Echo fanden. Ihr erster Band mit Gedichten und Poemen folgte 1945. Sie nahm 1947 am ersten Allunionstreffen der Jungen Schriftsteller teil. Ihr zweiter Sammelband erschien 1954.
Im  Maxim-Gorki-Literaturinstitut führte Tuschnowa ein Kreativseminar. Im Übrigen arbeitete sie als Rezensentin und Essayistin. Mit Wort-für-Wort-Übersetzern übersetzte sie Werke Rabindranath Tagores aus dem Bengalischen. Aus dem Tatarischen übersetzte sie Werke Gabdulla Tukajs. Sie widmete Gedichte der befreundeten Dichterin Desanka Maksimović, mit der sie zusammenarbeitete. Tuschnowas Reisegedichte spiegeln ihre vielfältigen Eindrücke auf ihren häufigen Reisen wieder.
Tuschnowas bekanntestes 1944 entstandene Gedicht über die Liebe wurde mit der Musik Mark Minkows eine Romanze, die 1976 im Moskauer Puschkin-Theater uraufgeführt und 1977 durch Alla Pugatschowa ein Hit wurde.
Tuschnowa heiratete am Anfang der 1950er Jahre in zweiter Ehe den Schriftsteller Juri Timofejew mit Scheidung 10 Jahre später. In ihren letzten Jahren stand sie dem Dichter Alexander Jaschin nahe.
Im Frühjahr 1965 erkrankte Tuschnowa schwer. Sie starb in Moskau am 7. Juli 1965 an Krebs und wurde auf dem Wagankowoer Friedhof neben ihren Eltern begraben.